# My Life Directed by Nicolas Winding Refn
|  | Denne artikel er oprettet af botten PalnaBot ud fra en ekstern database. Den kan derfor have sproglige fejl eller mangler. Denne skabelon kan fjernes efter kontrol af indholdet. |

My Life Directed by Nicolas Winding Refn er en dokumentarfilm fra 2014 instrueret af Liv Corfixen efter eget manuskript.

## Handling
Liv Corfixen er gift med Nicolas Winding Refn og har derfor kunnet dreje en personlig film om husbonden, der efter bedste evne skal forene sin karriere med rollen som familiemenneske og far. Hun har kameraet med, da hele familien flyttede seks måneder til Bangkok, hvor Refn skulle indspille "Only God Forgives" (og ikke "Drive 2", som han pointerer). Som det illustreres, så er det ikke problemfrit både at skulle styre en filmproduktion og holde hustru, børn og gæstende Hollywoodstjerner tilfredse. Vi er også med til verdenspremieren i Cannes, og får undervejs også indblik i Ryan Gosling og Refns venskab, ligesom vi er med, når kultinstruktøren Alejandro Jodorowsky lægger tarotkort for både den ene og den anden instruktør.